# Lod (genstand)
 For alternative betydninger, se Lod. (Se også artikler, som begynder med Lod)
Et lod er en tung genstand, typisk et stykke metal, som bruges til at tynge noget ned med, trække noget nedad med eller lignende fx brugt i et urværk, i et fysikforsøg,  eller hængende i en snor ved kontrol af om noget er lodret, eller ved måling af dybde. Et lod er en genstand, der oftest ligger lodret. Kan også bruges til at måle vægt. 
| Artikelstump | Spire Denne artikel om måleinstrumenter er en spire som bør udbygges. Du er velkommen til at hjælpe Wikipedia ved at udvide den. |